# خوسيه كولومر
خوسيه كولومر (بالإسبانية: José Colomer)‏ هو لاعب هوكي الحقل إسباني، ولد في 10 يونيو 1935 في تاراسا في إسبانيا، وتوفي بنفس المكان في 24 يناير 2013.

## وصلات خارجية
- خوسيه كولومر على موقع اللجنة الأولمبية الدولية (الإنجليزية)
- خوسيه كولومر على موقع أوليمبيديا (الإنجليزية)
- خوسيه كولومر على موقع اللجنة الأولمبية الإسبانية (الإسبانية)